# Lisa Blomqvist
Lisa Blomqvist (ur. 2 stycznia 1994) – szwedzka narciarka alpejska, srebrna medalistka mistrzostw świata juniorów.

## Kariera
Po raz pierwszy na arenie międzynarodowej Lisa Blomqvist pojawiła się 20 listopada 2009 roku w Tärnaby, gdzie w zawodach juniorskich slalomie została zdyskwalifikowana w pierwszym przejeździe. W 2010 roku wystartowała na mistrzostwach świata juniorów w Mont Blanc, gdzie jej najlepszym wynikiem było 30. miejsce w gigancie. Największy sukces w tej kategorii wiekowej osiągnęła podczas mistrzostw świata juniorów w Jasnej 2014 roku, zdobywając srebrny medal w kombinacji. W zawodach tych rozdzieliła na podium Austriaczkę Elisabeth Kappauer oraz Niemkę Marinę Wallner. Na tej samej imprezie była też między innymi szósta w zjeździe.
W zawodach Pucharu Świata zadebiutowała 8 grudnia 2012 roku w Sankt Moritz, gdzie nie ukończyła supergiganta. Jak dotąd nie zdobyła punktów w zawodach tego cyklu. Startuje głównie w Pucharze Europy, najlepsze wyniki osiągnęła w sezonie 2014/2015, kiedy zajęła 29. miejsce w klasyfikacji generalnej. Nie startowała na mistrzostwach świata ani igrzyskach olimpijskich.

## Osiągnięcia

### Mistrzostwa świata juniorów
| Miejsce | Dzień     | Rok  | Miejscowość | Konkurencja     | Czas biegu  | Strata  | Zwyciężczyni         |
| ------- | --------- | ---- | ----------- | --------------- | ----------- | ------- | -------------------- |
| DNF1    | 21 lutego | 2013 | Québec      | Slalom          | 1:52,10 min | -       | Magdalena Fjällström |
| 11.     | 22 lutego | 2013 | Québec      | Gigant          | 2:22,23 min | +2,05 s | Lisa-Maria Zeller    |
| 4.      | 27 lutego | 2014 | Jasná       | Gigant          | 1:52,86 min | +2,02 s | Marta Bassino        |
| 5.      | 28 lutego | 2014 | Jasná       | Slalom          | 1:36,09 min | +1,43 s | Petra Vlhová         |
| 4.      | 3 marca   | 2014 | Jasná       | Supergigant     | 1:14,71 min | +1,04 s | Corinne Suter        |
| 1.      | 3 marca   | 2014 | Jasná       | Superkombinacja | 2:11,34 min | -       | -                    |
| 31.     | 5 marca   | 2014 | Jasná       | Zjazd           | 1:24,19 min | +3,47 s | Corinne Suter        |
| 9.      | 7 marca   | 2015 | Hafjell     | Gigant          | 2:25,14 min | +1,16 s | Nina Ortlieb         |
| 16.     | 9 marca   | 2015 | Hafjell     | Slalom          | 1:43,54 min | +2,32 s | Paula Moltzan        |
| DNF     | 10 marca  | 2015 | Hafjell     | Supergigant     | 1:23,81 min | -       | Federica Sosio       |
| DNF1    | 10 marca  | 2015 | Hafjell     | Superkombinacja | 2:08,54 min | -       | Rahel Kopp           |
| 34.     | 13 marca  | 2015 | Hafjell     | Supergigant     | 1:32,58 min | +3,26 s | Mina Fürst Holtmann  |

### Puchar Świata

#### Miejsca w klasyfikacji generalnej
- sezon 2012/2013: -
- sezon 2013/2014: -
- sezon 2014/2015: -

#### Miejsca na podium w zawodach
Blomqvist nie stawała na podium zawodów PŚ.

### Puchar Europy

#### Miejsca w klasyfikacji generalnej
- sezon 2011/2012: 149.
- sezon 2012/2013: 62.
- sezon 2013/2014: 31.
- sezon 2014/2015: 29.